# 硫酸協会
硫酸協会（りゅうさんきょうかい）は、日本における硫酸工業を行う化学メーカーにより組織された任意団体。

## 概要
- 事務所所在地 - 〒105-0004 東京都港区新橋2-21-1
- 会長 - 三浦章（パンパシフィック・カッパー 代表取締役社長　社長執行役員）
- 設立 - 1948年（昭和23年）[1]
- 事業内容 - 業界団体として広報活動などを行うほか、1998年にはJIS K 1321-1994の廃止により、硫酸の品質規格「硫酸協会規格」を制定。2010年には分析方法を中心に改訂を行った[2]。

### 会員
50音順。
- 秋田製錬
- 石原産業
- 宇部興産
- エムシー・ファーティコム
- 小名浜製錬
- 光和精鉱
- 住友化学
- 住友金属鉱山
- テイカ
- 東亞合成
- 東邦亜鉛
- DOWAメタルマイン
- JX金属苫小牧ケミカル
- 南海化学
- 日産化学工業
- 日曹金属化学
- 日本燐酸
- 八戸製錬
- ヴァーレ・ジャパン
- パンパシフィック・カッパー
- 日比共同製錬
- 古河機械金属
- 古河ケミカルズ
- 三井金属鉱業
- 三菱マテリアル